# Estádio Municipal Jonathas Enéas do Carmo
O Estádio Municipal Jonathas Enéas do Carmo (anteriormente Estádio Municipal Antônio Carlos Magalhães) é um estádio de futebol localizado na cidade de Santo Amaro, no estado da Bahia, pertence ao Governo Municipal e tem capacidade para 3.000 pessoas.